# Piana dei Mazzoni
La Piana dei Mazzoni (oppure i Mazzoni o ancora Campi stellati) è una zona della pianura campana a valle del Volturno, in Provincia di Caserta.
È luogo di produzione di pane e della mozzarella di bufala campana e si estende pressappoco tra l'Agro caleno e l'Agro aversano.

## Origine del nome
Gli antichi romani denominavano l'area "Campo stellato" per la spontanea vegetazione di erbe e fiori. Tito Livio parla di Campum Stellatem, il campo stellato «per la spontanea vegetazione di erbe aromatiche, di fiori di ogni specie e particolarmente di margherite primaverili, che costellavano la zona a guisa di stelle boccheggianti dal suolo». La denominazione di Mazzone origina dal Medioevo e dai re Aragonesi, che qui avevano Reali Tenute e Casini di Caccia. Il Panormitano parla del Re Alfonso I d’Aragona che andava a caccia nel "Mazzone delle Rose": «Venabatur rex in campis, quos rosarum vocant».. L'origine del nome "Campi stellati" potrebbe venire anche dal fatto che negli acquitrini erano riflesse le stelle del cielo notturno.

## Storia
Come accennato, i re Aragonesi qui avevano Reali Tenute e Casini di Caccia.  Re Ferdinando I, che era assiduo nella caccia nelle selve di Grazzanise e alla Real Tenuta di Carditello, concesse alla città di Capua il diritto di pascolare e di fienare nel Mazzone delle Rose "senza pagare cosa alla Regia Corte".
Però, come dagli antichi Romani, il Campo Stellato fu lasciato incolto (fu descritto da Cicerone "basso, paludoso e inarato e solo abbondante di buon pascolo per gli armenti"), il Mazzone delle Rose, tranne una piccola porzione coltivata per i bisogni delle popolazioni locali, fu tenuto allo stato selvaggio in preda all’acquitrino e alla malaria, ingombro di selve e di boschi, dove si custodivano le fiere e la selvaggina per le battute di caccia dei Re e dei nobili del Regno napoletano.

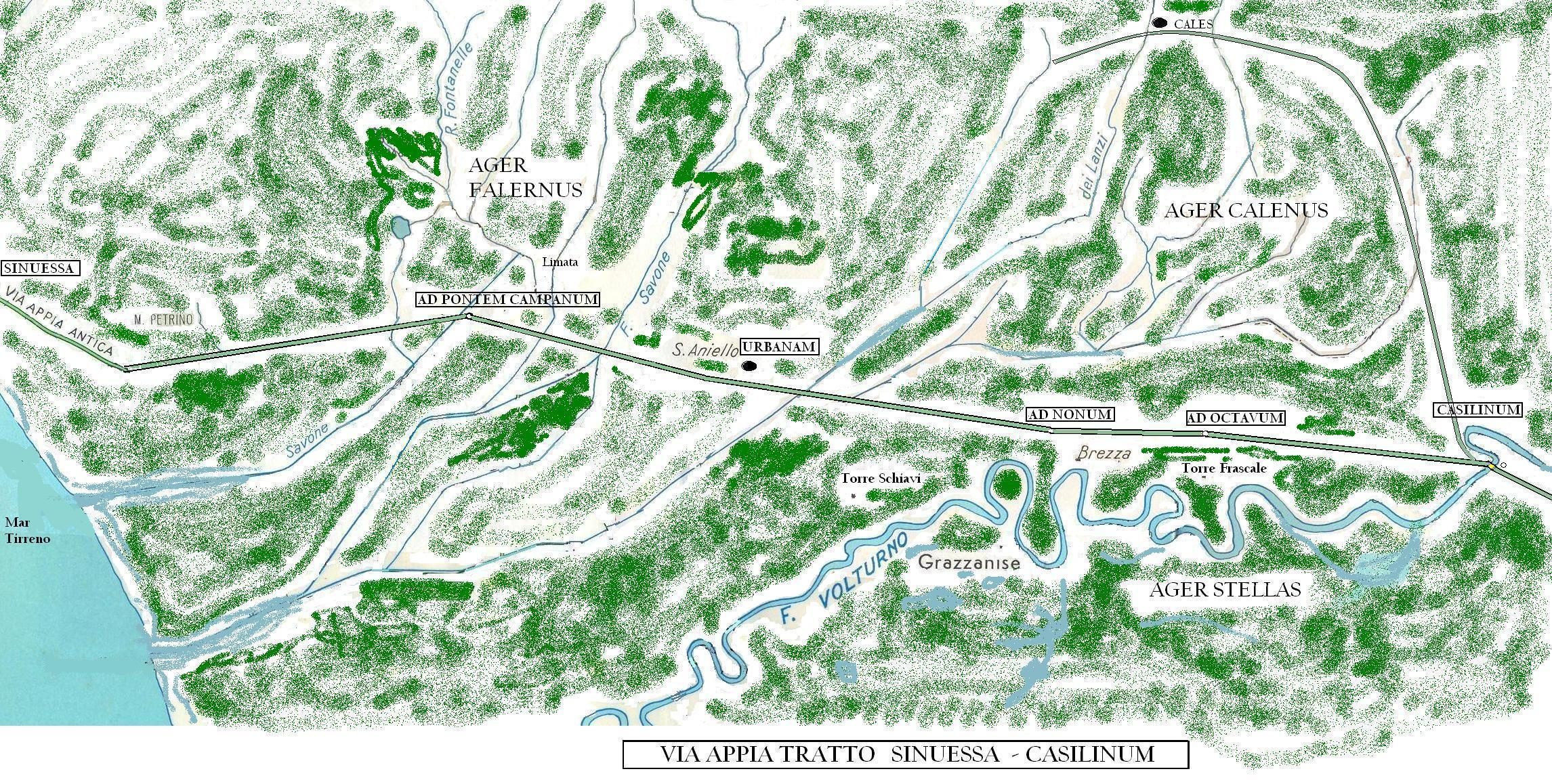
Mappa rappresentante l'Appia e l'Ager stellas (Campi stellati).

Ed è chiaro che il Mazzone era in gran parte una plaga infeconda, malsana e insicura, dove indisturbato pascolava il bufalo selvaggio e nelle inaccessibili tenute, cintate da argini folti, viveva il buttero bufalaio e non arrivava l’eco della civiltà e del lavoro, conferendo a queste contrade uno sfondo tragico, se pur qualche volta esagerato, in cui si annidavano e prepotentemente spadroneggiavano la delinquenza e la teppa, che all’imboscata e alla macchia insidiavano e danneggiavano il prossimo in mille guise, con lettere anonime di minaccia, di ricatto e di vigliaccheria, con incendi di casolari, di porte e di portoni, di fienili, di biche di grano, di foraggio e di paglia, con uccisone sistematica di animali, fucilate alle finestre delle abitazioni, tagli di frutteti, risse cruente e sparatorie nelle campagne e nei paesi, ed anche non rare volte con furti e omicidi terrificanti.

## Geografia
La piana è vasta circa 200 km² ed è attraversata dal fiume Volturno, incastonata tra l'Agro caleno e quello aversano.
Più precisamente, si estende dall'Appia al Tirreno e ha come confini la catena aurunca del monte Massico e i Regi Lagni (o meglio l'antico corso del fiume Clanio che un tempo sfociava nel Lago di Patria).
Vi fanno parte all'incirca i comuni di Cancello ed Arnone, Grazzanise, Santa Maria la Fossa e la frazione Carditello di San Tammaro. Sono ricoducibili alla Terra dei Mazzoni anche alcune porzioni di comuni limitrofi alle località sopracitate, tra cui di Castel Volturno, Capua e di Villa Literno.